# 圣皮埃尔迪勒加尔
圣皮埃尔迪勒加尔（法語：Saint-Pierre-du-Regard，法語發音：[sɛ̃ pjɛʁ dy ʁəɡaʁ] ⓘ）是法国奥恩省的一个市镇，位于该省西北部，和卡尔瓦多斯省接壤，属于阿让唐区。

## 地理
圣皮埃尔迪勒加尔（48°50'37"N, 0°32'49"W）面积9.3 平方千米，位于法国诺曼底大区奧恩省，该省份为法国西北部内陆省份，北起顺时针与卡爾瓦多斯省、厄尔省、厄尔-卢瓦省、萨尔特省、马耶讷省和芒什省接壤。
与圣皮埃尔迪勒加尔接壤的市镇（或旧市镇、城区）包括：圣但尼德梅雷、诺曼底地区孔代、阿蒂斯-瓦勒德鲁夫尔、努瓦罗河畔蒙蒂伊、圣奥诺里内-拉沙尔东。
圣皮埃尔迪勒加尔的时区为UTC+01:00、UTC+02:00（夏令时）。

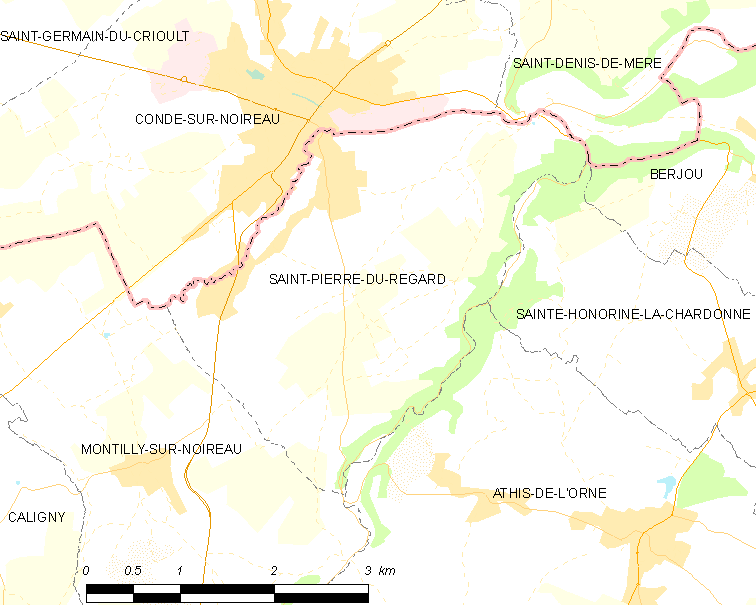
圣皮埃尔迪勒加尔的OSM定位图

## 行政
圣皮埃尔迪勒加尔的邮政编码为61790，INSEE市镇编码为61447。

## 政治
圣皮埃尔迪勒加尔所属的省级选区为弗莱尔第二县。

## 交通
奥恩省省道D20线和D800线在镇中心交汇，D962线经过境内西部。

## 人口

1962-2008年间圣皮埃尔迪勒加尔人口变化图示

圣皮埃尔迪勒加尔于2022年1月1日时的人口数量为1335人。